# Натизоне
Натизоне (на италиански: Natisone, Natiso; Nadison; Nadiža; Надижа) е река в Словения и източен Фриули, в северно-източна Италия.
Дълга е 55 км. Приток е на Торе в Словения и Италия, която я свързва с Изонцо, която се влива в Адриатическо море.
Извира в Словения до италианската граница чрез изворните рекички Rio Bianco (Bela Nadiža) и Rio Nero (Črni Patok) на 415 м н.в.
При Trivignano Udinese се влива в Торе. На реката се намират градовете Аквилея, Чивидале дел Фриули и село Пулферо.